# American Journeys

American Journeys est un film de type Circle-Vision 360° qui fut présenté à Disneyland, au Magic Kingdom et à Tokyo Disneyland. Le film montre les plus beaux paysages des États-Unis sur 9 écrans disposés en cercle autour du spectateur.
Le film est une version améliorée de America the Beautiful.

## Le spectacle

### Disneyland
Le film American Journeys a été présenté en alternance avec Wonders of China à Disneyland de 1984 à 1996
- Ouverture : 4 juillet 1984[1]
- Fermeture : 7 juillet 1996[1]
- Conception : WED Enterprises
- Sponsor :
  - Pacific Southwest Airlines, de 1984 à 1989
  - Delta Air Lines, du 7 juillet 1989 à 1996[1]
- Type de siège : aucun
- Durée : 21 min.
- Type d'attraction : cinéma en Circle-Vision 360°
- Situation : 33° 48′ 44″ N, 117° 55′ 05″ O
- Attraction précédente :
  - America the Beautiful, du 25 juin 1967 au 3 janvier 1984
- Attractions suivantes :
  - Rocket Rods, de 1998-2001
  - Buzz Lightyear's Astro Blasters, depuis 2005

### Magic Kingdom
- Ouverture : 15 septembre 1984[1]
- Fermeture : 9 janvier 1994[1]
- Conception : WED Enterprises
- Type de siège : aucun
- Durée : 21 min.
- Type d'attraction : cinéma en Circle-Vision 360°
- Situation : 28° 25′ 06″ N, 81° 34′ 48″ O
- Attraction précédente :
  - America the Beautiful, du 25 novembre 1971 au 15 mars 1974, puis du 15 mars 1975 au 9 septembre 1984
  - Magic Carpet 'Round the World, du 16 mars 1974 au 13 mars 1975
- Attraction suivante :
  - Timekeeper, 21 novembre 1994 au 26 février 2006
  - Monsters, Inc. : Laugh Floor, depuis avril 2007

### Tokyo Disneyland
- Ouverture : 17 mai 1986[1]
- Fermeture : 31 août 1992[1]
- Conception : Walt Disney Imagineering
- Type de siège : aucun
- Durée : 21 min.
- Type d'attraction : cinéma en Circle-Vision 360°
- Attraction précédente :
  - Eternal Sea
  - Magic Carpet 'Round the World
- Attraction suivante :
  - Le Visionarium